# کریستوفر گانینگ
کریستوفر گانینگ (انگلیسی: Christopher Gunning؛ زادهٔ ۵ اوت ۱۹۴۴ - درگذشتهٔ ٢۴ مارس ٢٠٢٣) آهنگساز موسیقی فیلم و سریال اهل بریتانیا بود. او در میان فارسی‌زبانان بیشتر با تم موسیقی سریال پوآرو شناخته می‌شود. در سال ۲۰۰۷ جایزه بفتای بهترین موسیقی را برای فیلم زندگی گلگون (فرانسوی: La Vie en Rose) گرفت.
از فیلم‌هایی که وی در آن‌ها نقش داشته است، می‌توان به وقتی وال‌ها آمدند (انگلیسی: When the Whales Came) اشاره نمود.
او در ۲۴ مارس ۲۰۲۳ بر اثر سرطان کلیه در خانه‌اش در کراکسلی گرین، هرتفوردشر درگذشت.

## اوایل زندگی
گانینگ در ۵ اوت ۱۹۴۴ در چلتنهام انگلستان به دنیا آمد. یک برادر بزرگتر داشت و در محله‌ی هندون بزرگ شد. پدرش پیانیست و هنرآموز اهل آفریقای جنوبی و مادرش یکی از هنرآموزان وی بود.
او در مدرسه‌ی موسیقی و درام گیلدهال تحصیل کرد و از اساتید او میتوان به ادموند رابرا و ریچارد رادنی بنت اشاره کرد.

## حرفه

### فیلم
گانینگ در طول زندگی کاری خود موفق به کسب جوایز متعددی در زمینه‌ی ساخت موسیقی فیلم و سریال شد، از جمله جایزه‌ی بفتای بهترین موسیقی متن برای فیلم زندگی گلگون، سریال پوآرو، سریال‌های میدل‌مارچ و پورترهاوس بلو (انگلیسی: Porterhouse Blue). وی همچنین سه جایزه‌ی آیور نوولو برای سریال ربکا (انگلیسی: Rebecca 1997) و فیلم‌های تحت سوءظن (۱۹۹۱) و نورآتش (۱۹۹۷) کسب کرد.
برخی دیگر از فیلم‌های آهنگسازی شده توسط کریستوفر گانینگ عبارتند از:
- خداحافظ جمنای (انگلیسی: Goodbye Gemini 1970)
- دست‌های درنده (انگلیسی: Hands of the Ripper 1971)
- در جشن (انگلیسی: In Celebration 1975)
- مرد سرکش (انگلیسی: Rogue Male 1976)
- چارلی مافین
- ظهور و سقوط ایدی امین (انگلیسی: Rise and Fall of Idi Amin 1981)
- شوالیه‌های خدا (انگلیسی: Knights of God 1987)
- وقتی وال‌ها آمدند
- تپه فانوس دریایی (انگلیسی: Lighthouse Hill 2004)
- گریس موناکو

### تلویزیون
او آهنگسازی تقریبا تمام قسمت‌های سریال پوآرو با بازی دیوید سوشی را بر عهده داشت و برای هر سه فصل سریال معمایی رزماری و آویشن با بازی فلیسیتی کندال و پم فریس موسیقی ساخت. موسیقی آغازین شبکه تلویزیونی یورکشایر با نام «تم یورکشایر جدید» نیز ساخته‌ی گانینگ بود که بعدها بخشی از آن به‌عنوان تم برنامه‌های خبری همین شبکه استفاده شد. از موسیقی‌ای که برای تبلیغات شکلات‌سازی بلک مجیک تهیه کرد بیش از ۱۵ سال استفاده شد و قطعه‌ای که برای کمپین تبلیغاتی مارتینی ساخت، برنده‌ی سه جایزه‌ی کلیو شد. نسخه طولانی‌تر یکی از آثار شوخ‌طبعانه‌ی او که برای محصولات شرکت وینلات ساخته شده بود تحت عنوان «مارس طولانی» توسط ارکستر بارکینگ لایت ضبط و به نفع خیریه منتشر شد.

### ترانه
در دهه‌های ۷۰ و ۸۰ میلادی گانینگ در همکاری با کالین بلانستون، خواننده و ترانه‌سرای موسیقی راک، تنظیم نسخه‌ای متمایز از ترانه‌ی بگو برات مهم نیست (انگلیسی: Say You Don't Mind) را برای سازهای زهی انجام داد. او همچنین مسئول تهیه‌ی تنظیمی از ترانه‌ی «کسی با من نمی‌رقصد» و چندی دیگر از آثار موفق لیندسی د پل برای سازهای زهی بود.

## دیگر جوایز
در راستای قدردانی از آثار و تلاش‌های گانینگ، نشان طلایی آکادمی آهنگسازان بریتانیا در سال ۲۰۱۱ به او اعطا شد. علاوه بر ساخته‌هایی که برنده‌ی جایزه شدند، گردان‌های بزرگ ۱۹۹۲، مستند آفریقای وحشی ساخت بی‌بی‌سی، لازاروس سرد و وقتی وال‌ها آمدند از دیگر آثار او هستند که نامزد دریافت جایزه‌ی بفتا و آیور نوولو شدند.